# Thyreodon rivinae
Thyreodon rivinae är en stekelart som beskrevs av Porter 1980. Thyreodon rivinae ingår i släktet Thyreodon och familjen brokparasitsteklar. Inga underarter finns listade i Catalogue of Life.